# Ушановка
Уша́новка — село в Новоусманском районе Воронежской области.
Входит в состав Тимирязевского сельского поселения.

## Население
| 2000 | 2005 | 2008 | 2010 |
| ---- | ---- | ---- | ---- |
| 99   | ↘69  | ↘59  | ↗97  |

## Уличная сеть
- ул. Свободы